# Kenji Miyamoto (patinage artistique)
Cet article concerne le patineur artistique. Pour l'article sur l'homme politique, voir Kenji Miyamoto.
Kenji Miyamoto (宮本 賢二, Miyamoto Kenji), né le 8 novembre 1978 à Himeji, est un ancien patineur artistique et chorégraphe japonais. Avec sa partenaire Rie Arikawa (en), il gagne deux titres nationaux avant de prendre sa retraite en 2006.

## Biographie

### Carrière sportive
Kenji Miyamoto commence le patinage artistique en 1988, alors âgé de 10 ans.
Il commence sa carrière en danse sur glace en 1995 avec sa partenaire Rie Arikawa (en). En 1999, lors de leur entrée sur le circuit senior, ils obtiennent la neuvième place du classement lors de la première édition du championnat des quatre continents, à Halifax. La même année, ils obtiennent la médaille d'argent lors des jeux asiatiques d'hiver, et la médaille d'argent aux championnats nationaux du Japon.
Lors de la saison 2001-2002, le duo Miyamoto/Arikawa remporte son premier titre national lors des championnats du Japon, ainsi que la huitième place lors des Championnats des quatre continents de patinage artistique 2002. Leur titre national leur permet une qualification aux Championnats du monde de patinage artistique 2002, à Nagano au Japon, où ils finissent 22e.

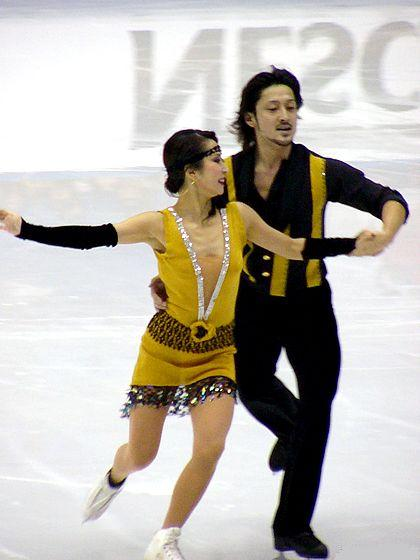
Miyamoto et Tsuzuki en 2004.

À partir de 2003, Kenji Miyamoto s'entraîne à Lyon, en France, avec Rie Arikawa, sous l'égide de Romain Haguenauer et de Muriel Boucher-Zazoui.
En 2003, il change de partenaire et entame une collaboration avec Nakako Tsuzuki (en). Durant les trois années de leur duo, ils atteignent à trois reprises le top dix des championnats des quatre continents.

### Reconversion
Après avoir pris sa retraite sportive en 2006, Kenji Miyamoto commence une carrière d'entraîneur et de chorégraphe.
Il chorégraphie et entraîne différents patineurs, comme Nana Araki (en), Daisuke Takahashi, Shizuka Arakawa, Yuzuru Hanyu, les sœurs Mai et Mao Asada, ou Shōma Uno.
Kenji Miyamoto a également réalisé la chorégraphie de la série d'animation Yuri on Ice, réalisée par Sayo Yamamoto. Il a lui même inventé et patiné sur plusieurs chorégraphies pour les différents personnages de la série, qui ont ensuite été animées. Ce n'est pas la première collaboration entre Miyamoto et Yamamoto, qui ont déjà travaillé sur des courts-métrages ensemble.
Il chorégraphie d'autres spectacles thématiques au Japon, comme le spectacle One Piece on Ice au Japon.

## Palmarès
Avec deux partenaires :
- Rie Arikawa (8 saisons : 1995-2003)
- Nakako Tsuzuki (3 saisons : 2003-2006)

| Compétitions/ Années               | 1996    | 1997    | 1998    | 1999    | 2000    | 2001    | 2002    | 2003    |  | 2004    | 2005    | 2006    |  |  |
| Jeux olympiques d'hiver            |         |         |         |         |         |         |         |         |  |         |         |         |  |  |
| Championnats du monde              |         |         |         |         |         |         | 24e     |         |  |         |         |         |  |  |
| Championnats des quatre continents |         |         |         | 9e      | 11e     | F       | 8e      | 8e      |  | 9e      | 8e      | 8e      |  |  |
| Championnats du Japon              |         |         |         | 2e      | 3e      | 3e      | 1er     | 1er     |  | 2e      | 2e      | 2e      |  |  |
| Championnats du monde juniors      | 22e     |         | 16e     |         |         |         |         |         |  |         |         |         |  |  |
|                                    |         |         |         |         |         |         |         |         |  |         |         |         |  |  |
| Grand Prix ISU                     | 1995/96 | 1996/97 | 1997/98 | 1998/99 | 1999/00 | 2000/01 | 2001/02 | 2002/03 |  | 2003/04 | 2004/05 | 2005/06 |  |  |
| Skate America                      |         |         |         | 9e      |         |         |         |         |  |         |         |         |  |  |
| Skate Canada                       |         |         |         |         |         | 10e     |         |         |  |         |         |         |  |  |
| Coupe d'Allemagne                  |         |         |         |         | 9e      |         |         |         |  |         |         |         |  |  |
| Trophée de France                  |         |         |         |         |         | 12e     |         |         |  |         | 11e     |         |  |  |
| Coupe de Russie                    |         |         |         |         |         |         |         |         |  | 11e     |         | 11e     |  |  |
| Trophée NHK                        |         |         |         | 9e      | 9e      |         | 9e      | 11e     |  | 10e     | 9e      | 11e     |  |  |
| Légende : F = Forfait              |         |         |         |         |         |         |         |         |  |         |         |         |  |  |

## Programmes

### Avec Rie Arikawa
| Season    | Danse originale                                                                             | Danse libre                             |
| --------- | ------------------------------------------------------------------------------------------- | --------------------------------------- |
| 2001–2002 | - Tango: Tango del Atardecer par Lalo Schifrin - Flamenco: Fiesta de Jerez par Carmen Amaya | - Kojiki par Kitarō                     |
| 2002–2003 | - Valse: Aquarellen par Josef Strauss joué par le Vienna Philharmonic                       | - Conan le Barbare par Basil Poledouris |

### Avec Nakako Tsuzuki
| Season    | Danse originale                         | Danse libre                                      |
| --------- | --------------------------------------- | ------------------------------------------------ |
| 2003–2004 | - Boogie-woogie - Blues - Boogie-woogie | - Le Prince d'Egypte par Hans Zimmer             |
| 2004–2005 | - Charleston - Foxtrot - Quickstep      | - Tango (par le Cirque du Soleil)                |
| 2005–2006 | - Samba - Rhumba - Mambo                | - House of Flying Daggers par Shigeru Umebayashi |